# Sani-Abacha-Stadion
Das Sani-Abacha-Stadion (englisch Sani Abacha Stadium) ist ein Stadion in der nigerianischen Stadt Kano. Es fasst 25.000 Zuschauer (16.000 Sitzplätze) und ist damit das größte Stadion in Kano. Benannt ist das Stadion nach dem ehemaligen nigerianischen Militärdiktator Sani Abacha (1993–1998), der aus Kano stammte.
Das Stadion ist mit einer Flutlichtanlage und einer elektronischen Ergebnisanzeige ausgerüstet. 1999 wurde das Stadion ausgebaut, um die Junioren-Fußballweltmeisterschaft dort abhalten zu können. 2000 fanden in dem Stadion Fußballspiele der Fußball-Afrikameisterschaft statt, unter anderem das Viertelfinalspiel der Fußball-Afrikameisterschaft 2000 am 7. Februar 2000 zwischen Ägypten und Tunesien (0:1).  
Das Stadion wird zurzeit vom heimischen Fußballverein Kano Pillars als Spielstätte genutzt.